# Chikmagalur (huyện)
Huyện Chikmagalur là một huyện thuộc bang Karnataka, Ấn Độ. Thủ phủ huyện Chikmagalur đóng ở Chikmagalur. Huyện Chikmagalur có diện tích 7201 ki lô mét vuông. Đến thời điểm năm 2001, huyện Chikmagalur có dân số 1139104 người.